# WLRH
Koordinaten: 34° 44′ 12,7″ N, 86° 31′ 45,3″ W
WLRH ist eine Public Radio Station aus Huntsville, Alabama. Die Station ging am 12. Oktober 1976 auf Sendung und ist Alabamas erste 24-Stunden-Public-Radio-Station. WLRH ist die einzige Radiostation der „Alabama Educational Television Commission“. Diese staatliche Agentur ist besser bekannt als Betreiber des Alabama Public Television Network. 
WLRH sendet mit 100 kW ERP auf 89,3 MHz.